# Phasianelle onchall
Macropygia unchall
Espèce
Statut de conservation UICN

 LC  : Préoccupation mineure
La Phasianelle onchall (Macropygia unchall) est une espèce de pigeons du genre Macropygia.

## Répartition
Cet oiseau se trouve au Bangladesh, au Bhoutan, en Birmanie, au Cambodge, en Chine, en Inde, en Indonésie, au Laos, en Malaisie, au Népal, en Thaïlande et au Vietnam.

## Habitat
Son habitat naturel est forêts humides subtropicales ou tropicales de plaine.

## Sous-espèces
Selon Alan P. Peterson, il en existe trois sous-espèces
- Macropygia unchall minor Swinhoe 1870
- Macropygia unchall tusalia (Blyth) 1843
- Macropygia unchall unchall (Wagler) 1827